# 理查德·韦斯托尔

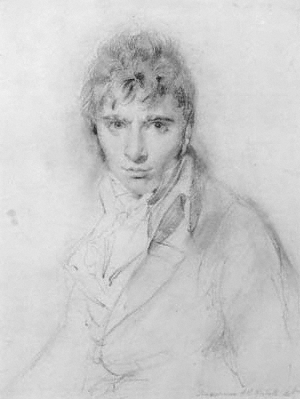
托马斯·劳伦斯创作的韦斯托尔肖像

理查德·韦斯托尔（英語：Richard Westall；1765年1月2日—1836年12月4日）是一名英国画家，也是肖像、文学、历史的插图画家，其较为著名的作品是乔治·戈登·拜伦的肖像画。他也是维多利亚女王的绘画大师。

## 生平

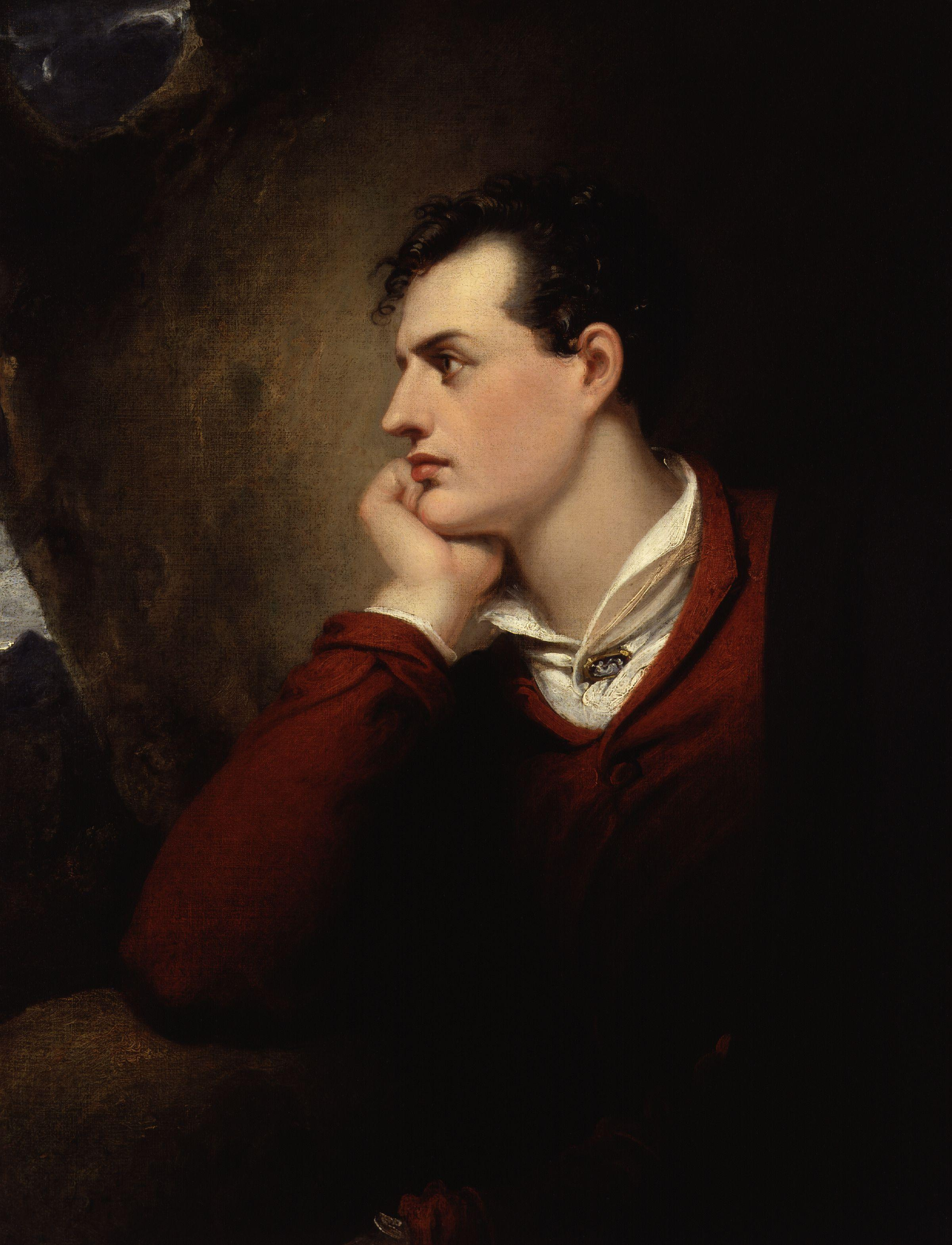
理查德·韦斯托尔繪製的拜倫像

理查德·韦斯托尔于1765年1月2日出生于靠近诺威奇的瑞普汉姆，他的母亲去世、父亲1772年破产后迁至伦敦。1779年成为一位银质纹章雕刻师的学徒，在畫家约翰·阿勒方德（John Alefounder）的鼓励下成为一名画家。